# I Spent a Week There the Other Night
I Spent a Week There the Other Night je třetí plnohodnotné sólové studiové album Maureen Tucker, vydané v roce 1991. Na albu se podílejí i její dřívější spoluhráči ze skupiny The Velvet Underground Lou Reed, Sterling Morrison a John Cale, což je celá klasická sestava této skupiny. Album obsahuje i skladbu „I'm Waiting for the Man“, která pochází z alba The Velvet Underground & Nico z roku 1967.

## Seznam skladeb
| Pořadí | Název                       | Autor                     | Délka |
| ------ | --------------------------- | ------------------------- | ----- |
| 1.     | Fired Up                    | Tucker                    | 4:01  |
| 2.     | That's B.A.D.               | Tucker                    | 4:58  |
| 3.     | Lazy                        | Tucker                    | 2:28  |
| 4.     | S.O.S.                      | Tucker                    | 3:12  |
| 5.     | Blue, All the Way to Canada | Tucker                    | 3:52  |
| 6.     | Then He Kissed Me           | Barry, Greenwich, Spector | 2:31  |
| 7.     | Too Shy                     | Tucker                    | 3:35  |
| 8.     | Stayin' Put                 | Tucker                    | 4:23  |
| 9.     | Baby, Honey, Sweetie        | Tucker                    | 3:18  |
| 10.    | I'm Not                     | Tucker                    | 6:55  |
| 11.    | I'm Waiting for the Man     | Reed                      | 5:27  |

## Sestava
- Maureen Tucker – baskytara, kytara, perkuse, zpěv
- Sterling Morrison – elektrická kytara, dvanáctistrunná kytara
- Lou Reed – kytara
- John Cale – syntezátor, viola
- John Sluggett – bicí
- Jim Morris – trubka
- Michelle Saacks – piáno
- David Doris – saxofon
- Sonny Vincent – kytara
- Daniel Hutchens – kytara
- Victor DeLorenzo – bicí
- Brian Ritchie – baskytara
- Don Fleming – kytara